# Emile Wagemans
Andreas Lodewijk Emil (Emile) Wagemans (Einighausen, 1 april 1921 – Sittard, 1 april 1999) was een Nederlands politicus van de KVP en later het CDA.
Hij werd geboren in Einighausen (gemeente Limbricht) maar het gezin verhuisde enkele jaren later naar Grevenbicht. Hij doorliep de hbs in Sittard en ging werken op het kantoor van de 'Nederlandsche Particuliere Rijnvaart Centrale' in Grevenbicht. Later werd hij hoofd van de administratie van de School van Maatschappelijk Werk in Sittard. Daarnaast was hij actief in de lokale politiek. Zo was hij gemeenteraadslid en later ook wethouder in Limbricht. Begin 1966 volgde zijn benoeming tot burgemeester van Munstergeleen wat hij bleef tot die gemeente in 1982 opging in de gemeente Sittard. Daarna was hij vanaf oktober 1986 nog enkele jaren de waarnemend burgemeester van Stevensweert en Ohé en Laak. Hij overleed precies op de dag dat hij 78 jaar werd.